# ناثان ألتمان
ناثان ألتمان (بالروسية: Альтман, Натан Исаевич)‏ (و. 1889 – 1970 م) هو رسام، وفنان، وفنان تشكيلي، ونحات من الإمبراطورية الروسية، والاتحاد السوفيتي، ولد في فينيتسا، توفي في سانت بطرسبرغ عن عمر يناهز 81 عاماً.

## التعليم
تعلم في Grekov Odesa Art School ‏
.

## جوائز
حصل على جوائز منها:

Honored Artist of the RSFSR (visual arts) ‏

## روابط خارجية
- ناثان ألتمان على موقع ديسكوغز (الإنجليزية)